# Schistovalva trachyptera
Schistovalva trachyptera är en fjärilsart som beskrevs av Antonius Johannes Theodorus Janse 1960. Schistovalva trachyptera ingår i släktet Schistovalva och familjen stävmalar. Inga underarter finns listade i Catalogue of Life.